# スポーツ観光マイスター
スポーツ観光マイスター（スポーツかんこうマイスター）は、観光庁が2010年7月に創設した制度である。

## 目的
この制度は、世界的に活躍する各スポーツ関係者を「スポーツ観光マイスター」として任命することにより、訪日旅行のPRにつなげることを目的とする。同庁の溝畑宏長官の肝いりで 2010年に創設された。第1弾として、同7月6日付で元サッカー日本代表監督のフィリップ・トルシエら3人が任命され、同8日に観光庁国際会議室にて任命式が行われた。
マイスターは今後も増やす方針である。2012年7月13日現在の被任命者数は、計20人（男15人・女5人）となっている。

## 被任命者
| スポーツ観光マイスター | スポーツ観光マイスター | スポーツ観光マイスター   | スポーツ観光マイスター                     | スポーツ観光マイスター |
| 任命式                 | 任命式                 | 氏名                     | 競技種目・職業等                           | コメント等 |
| 回                     | 日時                   | 氏名                     | 競技種目・職業等                           | コメント等 |
| ---------------------- | ---------------------- | ------------------------ | ------------------------------------------ | --- |
| 1                      | 2010年7月8日           | フィリップ・トルシエ     | 元サッカー日本代表監督、元FC琉球総監督。   | 任命式では、ツール・ド・フランスを沖縄や東京に誘致する構想を明らかにした。 |
| 1                      | 2010年7月8日           | 寺田陽次郎               | レーシングドライバー                       | 「ドライバーとしてだけでなく、ACOの極東理事としては、ルマンレースをまた日本に誘致したいと思います」とコメントした。なお、寺田はこれに先立ち、2010年6月9日から13日にかけて開催されたル・マン24時間レース会場にて、訪日観光旅行のPR活動を行っている。 |
| 1                      | 2010年7月8日           | 小原工                   | 元トライアスロン選手                       | 「トライアスロンを通じて、鳥取の素晴らしさを世界の方々に感じてもらいたい」 |
| 2                      | 2010年8月6日           | 朝日健太郎               | ビーチバレー選手、元バレーボール選手。     | 「ビーチバレーを中心に、貴重な観光資源である海辺の魅力を伝え、ビーチ文化を広めていきたい!」 |
| 2                      | 2010年8月6日           | 浦田聖子                 | ビーチバレー選手、元バレーボール選手。     | 「ビーチバレーを頑張ることでビーチの良さを伝えていきたい!」 |
| 2                      | 2010年8月6日           | 篠宮龍三                 | フリーダイバー                             | 「沖縄の美しい海は世界に誇る観光地。この魅力を世界にアピールして観光振興につなげたい!」 |
| 2                      | 2010年8月6日           | 塚原光男                 | 体操選手・指導者                           | 「来年の2011世界体操選手権は東京であるので、日本の観光と結びつけて盛り上げていきたい!」 |
| 3                      | 2010年9月7日           | 荻原健司                 | 元スキーノルディック複合選手               | 「国内外からの旅行者大幅増のため、スポーツ観光日本代表!がんばります!」 |
| 4                      | 2010年9月29日          | 小林可夢偉               | F1ドライバー                               | 「海外からいろんな人が鈴鹿にF1を見に来ることを目標に、日本の良さを伝えていきたい」 |
| 5                      | 2010年10月18日         | 船木和喜                 | スキージャンプ選手                         | 「スキー場の雪が見えないくらいお客さんが来てくれるように頑張りたい」 |
| 6                      | 2010年10月26日         | 大林素子                 | 元バレーボール日本代表選手                 | 「日本代表のつもりで日本の魅力を海外に紹介していきたい」 |
| 7                      | 2010年12月6日          | ドラガン・ストイコビッチ | 元サッカー選手、現：名古屋グランパス監督。 | 「日本を世界にアピールしたい。セルビアと日本の良好な関係を更に深められるよう力を尽くしたい」 |
| 8                      | 2011年8月9日           | 廣道純                   | 車いすレース選手                           | 「海外の大会に出場した際には、日本の大会に出るよう呼びかけていきたい」 |
| 8                      | 2011年8月9日           | 福島千里                 | 陸上競技選手                               | 「自然が豊かでご飯がおいしい北海道は、体を鍛えるのにいい場所ということを伝えたい」 |
| 9                      | 2011年11月25日         | 有森裕子                 | 元女子マラソン選手                         | 「開催地の良さを伝え、それを知ったランナーが訪れてくれれば」 |
| 10                     | 2011年11月28日         | 鏑木毅                   | プロ・トレイルランナー                     | 観光庁公式ウェブサイトを参照 |
| 11                     | 2012年2月28日          | 駒澤李佳                 | 女子フィールドホッケー選手                 | 「日本代表として海外遠征の際には他国選手とのコミュニケーションの機会が多いので、積極的に日本の観光魅力をPRしていきたい」 |
| 12                     | 2012年3月24日          | 李大浩                   | プロ野球選手                               | 「一生懸命力を出し切って、韓国から日本に多くのお客さんを呼びたい」 |
| 13                     | 2012年3月29日          | アルベルト・ザッケローニ | サッカー日本代表監督                       | 「（東日本大震災からの復興という）大切な時期に日本の力になれるよう、日本の文化や人柄を伝えたい」 |
| 14                     | 2012年7月18日          | フランコ・バレージ       | 元サッカー選手                             | 「スポーツ観光マイスターをいただき光栄です。これからもどんどん私にできることを探し、来日していきたい」 |

## 任命者
- 溝畑宏（観光庁長官）
- 坪田知広（観光庁スポーツ観光推進室長）
- 志村格（観光庁観光地域振興部長）

## 関連行事
- スポーツ観光マイスターシンポジウム（2011年1月27日、シェラトン都ホテル東京）